# 黑塚

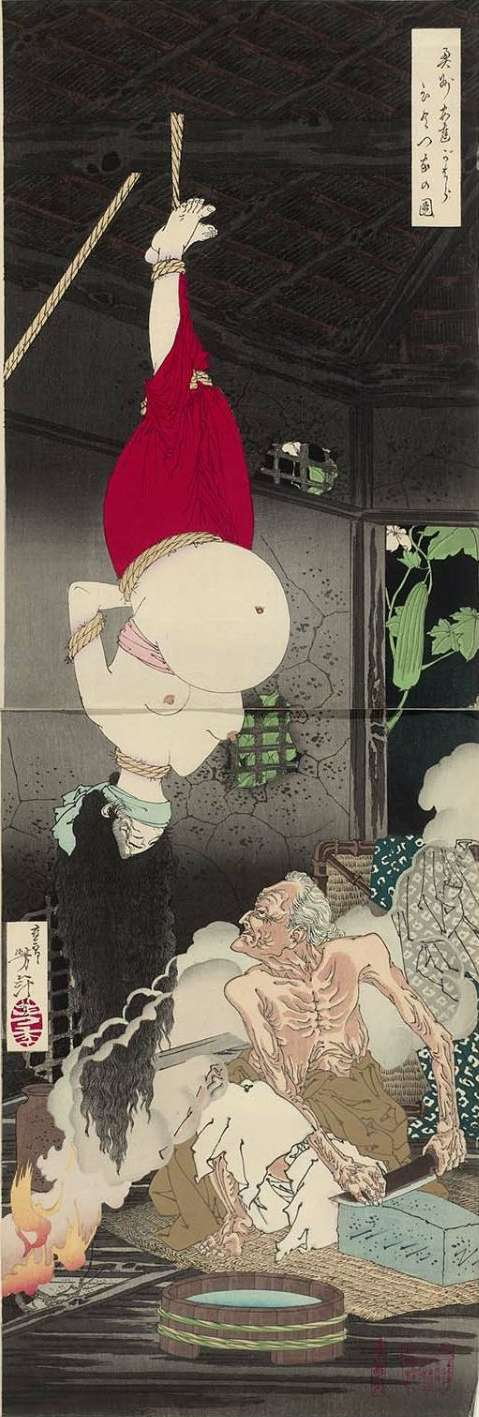
月岡芳年『奧州安達が原ひとつ家の図』

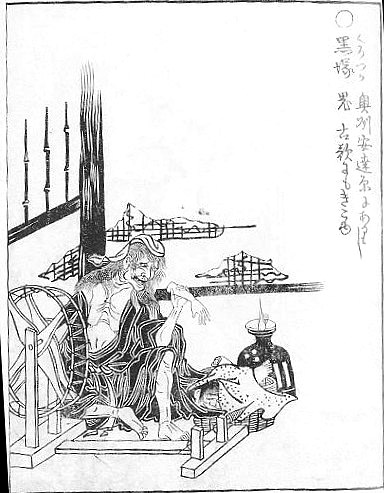
鳥山石燕『畫圖百鬼夜行』「黑塚」

黑塚（くろづか）是位在福島縣二本松市（元・安達郡大平村）的鬼婆之墓及鬼婆的傳說。棲息在安達原（阿武隈川東岸或安達太良山東麓）、食人，被稱作「安達原的鬼婆」。黑塚指埋葬鬼婆的塚之名，但是，現在用來指鬼婆。能劇的『黑塚』、長唄的『安達原』、歌舞伎・淨瑠璃的『奧州安達原』皆是改編自黑塚的鬼婆傳說。

## 傳說
安達原近隣的真弓山觀世寺發行的『奧州安達原黑塚緣起』記載以下鬼婆的傳說。
神龜丙寅之年（726年）。紀州之僧・東光坊祐慶在安達原的旅途中，因日暮而求宿一間岩屋。岩屋住著一位老太婆。親切的接待祐慶的老太婆，在取柴火前，叮嚀祐慶絕對不可以看裡面的房間之後外出。但是，忍不住好奇心的祐慶還是偷看了裡面的房間，發現了堆積如山的人類白骨。驚愕的祐慶想起了安達原有殺害旅人、貪食血肉的鬼婆傳說，最後逃出岩屋。
不久後，回到岩屋的老太婆發現祐慶逃走，鬼太婆化為恐怖之姿，以猛烈的速度追趕而來。在絕體絕命之中，祐慶從行李中取出如意輪觀世音菩薩像並唸唱經文。結果祐慶的菩薩像飛舞空中，光明之中破魔的白真弓射出金剛之矢，擊斃鬼婆。
鬼婆死後，透過佛的導引而成佛。祐慶將鬼婆葬在阿武隈川畔，當地被稱作「黑塚」。導引鬼婆悟道的觀音像被稱作「白真弓觀音（白檀觀音）」，受到人們深厚的信仰。

## 鬼婆的由來
前述觀世寺的近隣有稱作戀衣地藏的地藏，祭祀被鬼婆殺害的名為戀衣的女性，此地藏的由來記述鬼婆由人變為鬼婆的傳說。
往昔，有名為岩手的女性作為乳母在京都的公家屋敷奉公。但是，岩手寵愛的公主從出生就患有不治之病，到了5歳還不會講話。最後聽信占卜者所說，孕婦體內胎兒的胆可治病之言而踏上旅途。來到奧州安達原的岩手在岩屋經過長期等待，終於遇到求宿的孕婦。趁丈夫外出買藥之際，襲擊女人，從胎兒體內取出肝，卻發現殺害的是自己的女兒，因而精神異常，最後變成襲擊旅人，吸食血和肝、人肉的鬼婆。
青森縣有以下的鬼婆由來傳說。
白河天皇的時代。源賴義的家臣有名為安達的武士，奉命前往敵地陸奧，名為岩手的妻子將幼女托付乳母也一同赴陸奧，但是，安達為敵所殺。岩手不忍將夫之靈留在異鄉自行歸鄉，留在陸奧。數十年後，一對年輕的夫婦求宿，女人已有身孕。岩手對感情和睦的夫婦突生殺意，而殺害女性，卻發現殺害的是自己的女兒，因而精神異常，最後變成襲擊旅人的鬼婆。

## 脚注
1. ↑  京極夏彦他 『妖怪馬鹿』 新潮社〈新潮OH!文庫〉、2001年、236頁。ISBN 978-4-10-290073-4。
2. ↑  多田 2004，第292-300頁

## 關連項目
- 淺茅原的鬼婆
- 石見神樂
- 安達原